# Trn (Laktaši)
Trn (szerbül: Трн), település Bosznia-Hercegovinában, Laktaši községben, Bosanska krajina területén, a Szerb Köztársaságban. 

## Fekvése
Bosznia-Hercegovina északi részén, Banja Lukától légvonalban 9, közúton 10 km-re, községközpontjától légvonalban 8, közúton 9 km-re délnyugatra, 130-173 méteres magasságban, az Orbász bal partján fekszik. 

## Népessége
| Nemzetiségi csoport | Népesség 1991 | Népesség 2013 |
| ------------------- | ------------- | ------------- |
| Szerb               | 2047          | 5438          |
| Bosnyák             | 8             | 10            |
| Horvát              | 1008          | 146           |
| Jugoszláv           | 333           | 5             |
| Egyéb               | 158           | 74            |
| Összesen            | 3554          | 5673          |

## Története
A régészeti leletek tanúsága szerint területe már a római korban lakott volt. Az 1. és 4. század köztött Trn közvetlen közelében állt Ad Ladios római útállomás és castrum. Az Orbász felé menő helyi út mentén római település maradványait, az út túloldalán pedig temetőjét tárták fel.
A település 1878-ig tartozott az Oszmán Birodalomhoz, ekkor a berlini kongresszus határozata alapján az Osztrák-Magyar Monarchia része lett. 1879-ben az első osztrák-magyar népszámlálás során a Banja Luka-i járáshoz tartozó településnek 23 háztartása, 163 római katolikus, 9 ortodox és 2 muszlim lakosa volt. 1910-ben a Banja Luka-i járáshoz tartozó településen 74 háztartást, 54 ortodox, 412 római katolikus  és 20 evangélikus lakost találtak.A monarchia szétesésével 1918-ban előbb a Szerb-Horvát-Szlovén Királyság, majd 1929-től a Jugoszláv Királyság része. 1921-ben a községnek 93 háztartása és 554 lakosa volt. Az 1929-es törvény értelmében, amikor Bosznia-Hercegovinát négy banovinára, Drinskára, Vrbaskára, Zetskára és Primorskára osztották, a település a Vrbaska banovina része lett, amelynek székhelye Banja Luka volt. Jugoszlávia megszállása után a Független Horvát Állam (NDH) része lett. A második világháború után a szocialista Jugoszláviához tartozott. A daytoni békeszerződést követő területfelosztásnál Laktaši község részeként a Szerb Köztársaság területéhez került.

## Sport
- FK Sloga Trn labdarúgóklub

## Nevezetességei
- Szent József tiszteletére szentelt római katolikus plébániatemploma. A plébánia a legfiatalabbak közé tartozik a Banja Luka-i egyházmegyében. Alfréd Pichler püspök 1980. augusztus 26-i döntésével alapította, amikor leválasztotta a Barlovaci plébániától. Az egyházközség területén már a 17. században állt egy Keresztelő Szent Jánosnak szentelt templom. A mai plébániatemplom 1985-ben épült. 1992 és 1995 között a szerb szélsőségesek többször megtámadták és megrongálták, míg végül 1995. május 17-ról 18-ra virradó éjszaka robbantással teljesen lerombolták. A templomból csak a megrongálódott torony maradt meg. 2010. szeptember 19-én teljesen felújították és megáldották. A plébániát a boszna-srebrenai ferencesek irányítják, akiket a plébánia állandó vezetésével bíztak meg. A plébániához három település tartozik: Bukovica, Jablan és Trn.[8]

- A Legszentebb Istenszülő lepele tiszteletére szentelt ortodox temploma.

- Džamijetina – római település és temető maradványai. Az Orbász felé menő helyi út mentén római építőanyag, téglák, kerámiák töredékei és pénzérmék találhatók. Az Orbász túloldalán ma is találhatók római romok. Itt egy dzsámi falából előkerült egy római feliratos kő is, melyet ma Zágrábban őriznek. Az 1. és 4. század köztött Trn közvetlen közelében állt Ad Ladios római útállomás és castrum. Az út túloldalán csontvázas sírokat és kerámia edényeket tártak fel, melyek később megsemmisültek. Egy kisebb területen díszített és díszítés nélküli durva megmukálású kerámiák és vastárgy töredéke került elő. A temetőt az 1. és 3. század közötti időszekra datálták.[4]